# رسلمانیا ۱۸
رِسِلمانیا ۱۸ (به انگلیسی: WrestleMania 18 یا WrestleMania X-8) هجدهمین دوره از رویداد غیر رایگان (Pay-Per-View) رسلمانیا در کشتی حرفه ای می‌باشد که توسط کمپانی دبلیودبلیوئی (در آن زمان دبلیودبلیو اف) برای برَندهای راو و اسمکدان تهیه می‌شود و این دوره اش هم در ۱۷ مارس ۲۰۰۲ در ورزشگاه اسکای دام در شهر تورنتو ایالت اونتاریو در کشور کانادا برگزار شد. 
این آخرین رسلمانیا با نام دبلیودبلیو اف بود و از رسلمانیای بعد از آن از نام تجاری دبلیودبلیوئی استفاده شد. 
در این رویداد یازده مسابقه برگزار شد.
د راک در مسابقه ای به نام "Icon vs. Icon" هالیوود هالک هوگان را شکست داد.
در مسابقه اصلی این رویداد تریپل اچ توانست کریس جریکو را شکست دهد و قهرمانی هر دو کمربند جهانی را از آن خود کند و دابل چمپ شود.
در سایر مسابقات مهم استون کولد استیو آستین، اسکات هال را شکست داد. آندرتیکر توانست ریک فلیر را در مسابقه بدون محرومیت شکست دهد و راب ون دام، ویلیام ریگال را برد تا کمربند قهرمانی بین قاره‌ای را به دست آورد. 

## زمینه‌سازی
رسلمانیا به عنوان بهترین رویداد سالانه دبلیودبلیوئی و نماد این کمپانی معرفی می‌شود؛ چرا که قدیمی‌ترین و دارای بیشترین تعداد برگزاری در تاریخ کشتی حرفه‌ای و در دبلیودبلیوئی از نظر اهمیت برابر سوپر بول در ورزش لیگ فوتبال ملی در کشور آمریکا است. این رویداد شامل مسابقاتی بین دشمنی‌های موجود، ماجراهای پیش آمده و داستان‌هایی خواهد بود که پیش از این در برنامه‌های راو یا اسمک داون پخش شده بود. کشتی‌گیرها با توجه به مسابقات یا سری اتفاقاتی که برایشان رخ می‌دهد، تنش را به حد اکثر می‌رساند و نقش منفی یا قهرمان به خود می‌گیرند.

## نتایج
| # | نتایج | نوع مسابقه                                                                               | مدت زمان |
| --- | --- | ---------------------------------------------------------------------------------------- | -------- |
| ۱H | ریکیشی و اسکاتی ۲ هاتی و آلبرت در مقابل مستر پرفکت و لنس استورم و تست                                                                                             | مسابقه تگ تیم شش نفره با حضور جاکلین مور به عنوان داور ویژه                              | ۳:۰۶     |
| ۲ | راب ون دم پیروز در مقابل ویلیام ریگال (c) | مسابقه تک نفره برای قهرمانی کمربند بین قاره ای دبلیودبلیو اف                             | ۱۰:۱۹    |
| ۳ | دایموند دالاس پیج پیروز در مقابل کریستین (c) | مسابقه تک نفره برای قهرمانی کمربند اروپایی دبلیودبلیو اف                                 | ۱۰:۰۸    |
| ۴ | مِیون (c) در مقابل گلداست مسابقه هنگامی که اسپایک دادلی با پین فال مِیون را شکست داد پایان یافت.                                                                    | مسابقه هاردکور برای قهرمانی کمربند هاردکور دبلیودبلیو اف                                 | ۳:۱۷     |
| ۵ | کرت انگل پیروز در مقابل کین | مسابقه تک نفره                                                                           | ۱۵:۴۵    |
| ۶ | آندرتیکر پیروز در مقابل ریک فلر | مسابقه بدون رد صلاحیت                                                                    | ۲۸:۴۷    |
| ۷ | ادج پیروز در مقابل بوکرتی | مسابقه تک نفره                                                                           | ۱۳:۳۲    |
| ۸ | استون کلد استیو آستین پیروز در مقابل اسکات هال (با همراهی کوین نش)                                                                                                | مسابقه تک نفره                                                                           | ۱۱:۵۱    |
| ۹ | بیلی و چاک (c) پیروز در مقابل اِی پی اِی (فاروق و برادشاو)، دادلی بویز (بوبا ری دادلی و دی-وان دادلی) (با همراهی استیسی کیبلر) و د هاردی بویز (مت هاردی و جف هاردی) | مسابقه چهار گوشه حذفی برای قهرمانی کمربند تگ تیم دبلیودبلیو اف                           | ۱۳:۵۰    |
| ۱۰ | د راک پیروز در مقابل هالک هوگان | مسابقه تک نفره                                                                           | ۱۶:۲۴    |
| ۱۱ | جاز پیروز در مقابل تریش استراتوس و لیتا | مسابقه سه نفره برای قهرمانی کمربند زنان دبلیودبلیو اف                                    | ۶:۱۶     |
| ۱۲ | تریپل اچ پیروز در مقابل کریس جریکو (c) (با همراهی استفانی مک‌من)                                                                                                   | مسابقه تک نفره برای قهرمانی هر دو کمربند قهرمانی دبلیودبلیو اف و سنگین وزن دبلیودبلیو اف | ۲۶:۴۱    |
| - (c) – نشان‌دهنده قهرمان(هایی) است که به میدان می‌روند - H – نشان‌دهنده این است که مسابقه پیش از نمایش پولی ان در Sunday Night Heat، پخش شده بود | |                                                                                          |          |